# Карденаль, Антонио
Антонио Карденаль Кальдера (исп. Antonio Cardenal Caldera), более известный как команданте Хесус Рохас (исп. Jesus Rojas), то есть «Красный Иисус», 1950 — 11 апреля 1991) — сальвадорский революционер никарагуанского происхождения, иезуитский священник, сторонник теологии освобождения, ставший команданте Народных сил освобождения имени Фарабундо Марти и Фронта национального освобождения имени Фарабундо Марти. Родственник Эрнесто и Фернандо Карденалей.

## Гибель
11 апреля 1991 года в районе деревни Эль Сапоте (департамент Чалатенанго) группа из 18 повстанцев ФНОФМ попала в засаду правительственных войск, солдатами батальона «Атлакатль» были убиты Антонио Карденаль («Jesus Rojas»), ещё 13 повстанцев ФНОФМ и один гражданский (водитель грузовика)